# Явор (град)
Вижте пояснителната страница за други значения на Явор.
Я̀вор (на полски: Jawor; на немски: Jauer) е град в Югозападна Полша, Долносилезко войводство. Административен център е на Яворски окръг. Обособен е в самостоятелна градска община с площ 18,80 км2.

## География
Градът се намира в историческата област Долна Силезия. Разположен е на 44 километра северно от Валбжих и на 82 километра западно от Вроцлав.

## История
Селището е основано в землището на славянското племе требовяни. За пръв път е споменато през 1008 година в Хрониката на Титмар. Около 1274 година Явор става столица на Яворското княжество.
В периода 1975 – 1998 г. е част от Легницкото войводство. В града има уникално красива евангелистка църква, построена за една година, извън чертите на тогавашния град, без да се използват метални елементи и гвоздеи.  Тя е обект на световното наследство на ЮНЕСКО.

## Население
Населението на града възлиза на 23 266 души (2017 г.). Гъстотата е 1238 души/км2.

## Градове партньори
- Розето дели Абруци, Италия
- Турнов, Чехия
- Бердичив, Украйна
- Ниски, Германия
- Неполомице, Полша

## Фотогалерия
- Главният площад
- Градският театър
- Яворският замък